# Galàxia Baby Boom
La galàxia Baby Boom és una galàxia d'esclat d'estrelles ubicada a 12,2 mil milions d'anys llum de distància. Descoberta pel telescopi espacial Spitzer de la NASA del Centre de Ciències de l'Institut de Tecnologia de Califòrnia, és notable per ser la galàxia més brillant amb brot estel·lar de l'univers, amb una brillantor que és considerada una mesura extrema de la seva taxa de formació estel·lar. La galàxia Baby Boom ha sigut anomenada "la màquina estel·lar extrema", ja que es veu produint estrelles a una velocitat sorprenent de fins a 4.000 estrelles per any. La Via Làctia en què resideix la Terra produeix una mitjana de només 10 estrelles per any.

## Descobriment
La galàxia Baby Boom fou descoberta i caracteritzada l'any 2008, utilitzant un conjunt de telescopis que operen en longituds d'ona diferents. El telescopi espacial Hubble i el telescopi japonès Subaru, des de Mauna Kea (Hawaii), veieren per primera vegada la galàxia en llum visible de les imatges: apareixia com una taca poc visible donada la seva gran distància. No va ser vist fins que el telescopi Spitzer i el telescopi James Clerk Maxwell, també a Mauna Kea, varen observar la galàxia en longituds d'ona infraroges i submilimètriques respectivament, que la galàxia fou descoberta oficialment.

## Comportament
La galàxia Baby Boom ha sigut anomenada així pel seu estrany comportament, ja que genera més de 4.000 estrelles a l'any (la Via Làctia en genera una mitjana de 10 a l'any). A aquest ritme, a la galàxia li falten només 50 milions d'anys per arribar a ser un equivalent de la galàxia més massiva que mai s'hagi observat. El descobriment també desafia el model acceptat per a la formació de les galàxies, que té la majoria de les galàxies pel lent augment de volum per l'absorció de peces d'altres galàxies, en lloc de créixer internament. Un altre aspecte inusual és el fet que els científics estan observant aquesta galàxia en un moment en què l'univers tenia només una mica més d'1,4 milions d'anys, que significa que la galàxia està exhibint aquest comportament estrany quan l'univers encara estava en la seva infància.